# 栗原浩
栗原 浩（くりはら ひろし、1900年〈明治33年〉1月16日 - 1978年〈昭和53年〉8月24日）は、日本の政治家。埼玉県知事などを歴任した。

## 略歴
埼玉県北埼玉郡原道村（現・加須市）出身。私立埼玉中学校（現・埼玉県立不動岡高等学校）を卒業。早稲田大学高等師範部（現・早稲田大学教育学部）を中途退学。
- 1919年（大正8年）- 埼玉県庁に入職。
- 1943年（昭和18年） - 地方事務官（高等官）に昇進。
- 1948年（昭和23年） - 県労働部長に就任。

この間、知事室長、出納長、副知事等を歴任。
- 1956年（昭和31年） - 埼玉県知事選挙に自由民主党公認で出馬。日本社会党の出井治人を下し初当選。埼玉県知事に就任する。
- 1960年（昭和35年） - 埼玉県知事選挙で再選。
- 1964年（昭和39年） - 埼玉県知事選挙で3選。
- 1968年（昭和43年） - 埼玉県知事選挙で4選。
- 1972年（昭和47年） - 埼玉県知事選挙に出馬せず、退任。
- 1978年（昭和53年） - 死去。78歳没。

知事引退後、埼玉医科大学理事長、校外教育協会会長、社会福祉協議会会長、共同募金会会長を歴任。県知事の職に4期16年間あり、長期政権であった。県知事であった時期と高度経済成長期が重なったこともあり、任期中には住宅・工業団地や鉄道・道路の整備に努めたほか、1963年には「総合開発計画」を決定した。また、1972年に勲一等瑞宝章を授与された。

## 参考資料
- 『埼玉人物事典』（埼玉県教育委員会1998年）

| 公職          | 公職                                      | 公職      |
| ------------- | ----------------------------------------- | --------- |
| 先代 大沢雄一 | 埼玉県知事 公選第4 - 7代：1956年 - 1972年 | 次代 畑和 |